# ریچموندهیل (جورجیا)
ریچموندهیل، جورجیا (به انگلیسی: Richmond Hill, Georgia) یک شهر در ایالات متحده آمریکا با جمعیت ۹٬۲۸۱ نفر است که در جورجیا واقع شده‌است.

## موقعیت جغرافیایی
موقعیت جغرافیایی شهرها و مناطق اطراف به شرح زیر است: